# Liga de Asesinos
La Liga de Asesinos, también llamada Liga de las Sombras, es una organización internacional terrorista, formada por los mejores asesinos de élite del mundo, que opera tanto por contrato como por su propia agenda. Se distinguen por asesinato y terrorismo internacional. Su más conocido, y quizás el más icónico líder, es Ra's al Ghul, uno de los famosos contrincantes de Batman. La Liga de Asesinos fue creada por el célebre escritor de historietas y dibujante Dennis O'Neil y la leyenda de los cómics Neal Adams. La organización, debutaron en las páginas de Strange Adventures, volumen 1, #215, de 1968.
La Liga de Asesinos ha tenido apariciones en diversos medios varias veces, principalmente en las producciones animadas de Batman, la serie cinematográfica de Christopher Nolan de Batman The Dark Knight, así como las series de televisión Arrow del canal CW y Gotham de Fox.

## Orígenes
Ra's al Ghul se separó de una antigua Orden de Asesinos buscando sucederle. Inmediatamente, sus seguidores afirmaron que habían anulado y depuesto a líderes y gobernantes de antiguas civilizaciones que tuvieron su sede cúspide en ciudades de la Antigüedad, como Bagdad, Moscú o la antigua Roma. Estos sucesos, según ellos, se dieron a lo largo de generaciones pasadas de su respectivo linaje.

### Creencias y prácticas
Los seguidores de la Liga de Asesinos pretendían imponer su brutal y despiadada marca de justicia en el mundo. Los reclutas, por lo general, han seguido un régimen estricto, llevando distintivos emblemas negros y suministros hasta sus refugios de montaña. Estos nuevos reclutas se hacían llamar Ghuls, porque emergían después de que ellos proclamasen oraciones en sus propias tumbas prefabricadas antes de iniciar en varias operaciones asignadas.

### Modus operandi
A diferencia de la antigua Orden de Asesinos, cuyo objetivo principal era detener los conflictos sectarios y las guerras dentro del mundo, la Liga de Asesinos que cataliza como una organización la búsqueda por reformar y rehacer a su imagen las civilizaciones en decadencia en todo el mundo.

## Historia metaficcional del equipo

### El liderazgo de Ebeneezer Darrk
Si bien la Liga de Asesinos fue fundada por Ra's al Ghul (la fecha se desconoce), puesto que gracias a él sería conocido como "el colmillo que protege la cabeza" o como también le llaman, "La Cabeza del Demonio" (algo narrado en las páginas de Flecha Verde #67 al 70 del año 2005 al 2006). Los miembros de la Liga demostraron estar dispuestos a morir por Ra's, siguiendo el código de conducta de lealtad. Se Ha incluido algunos de los asesinos más peligrosos del mundo, tales como, Lady Shiva, Deathstroke, David Cain y Merlyn, el Arquero Oscuro. Durante gran parte de su historia actual, cualquier miembro que haya fracasado en un asesinato, estos a su vez se convertían en objetivo de la Liga, debido a su ineficiencia o incumplimiento de la misión asignada. De hecho, uno de sus miembros más conocidos, el maestro de arqueros Malcom Merlyn, finalmente fue forzado a huir de la Liga, temiendo por su vida, al no haber logrado asesinar a Batman. Años más recientes, esta política aparentemente se ha relajado un poco.
Ebeneezer Darcel, también conocido como Doctor Darrk, fue el primer individuo conocido asignado para dirigir la Liga de Asesinos por el mismo Ra's al Ghul. El propio Darrk fue asistido por Sensei, un maestro de artes marciales de Hong Kong. Aunque muchos de los líderes de la Liga a lo largo de los años han sido artistas marciales, el propio Darrk no se caracterizaba por su destreza física y asesino, pero se valía en la confianza por su forma para planificar y manipular cuidadosamente, fabricar emboscadas y trampas mortales, así como en la manipulación y construcción de una gran variedad de armas ocultas y venenos. Aunque la Liga aparentemente tenía un círculo interno especializado de luchadores de élite, así como una gran cantidad de guerreros entrenados en artes marciales, especialmente ninjas altamente entrenados, la Liga se destacó que durante el mandato de Darrk fue un líder que reflejó con su metodología personal. Después de una "pelea" que tuvo Ra's (los detalles exactos de los cuales nunca se llegaron a aclarar), Darrk secuestraría a la hija de Ra, Talia al Ghul. En ese entonces, Batman se involucraría en este asunto al intentar llevar a la Liga ante la justicia por una serie de crímenes cometidos recientemente. A pesar de que había relacionado con la Liga varios asesinatos a lo largo de los años, todos los intentos anteriores por investigarles, le habían llevado a callejones sin salida. Sin embargo, Batman rescató a Talia (la cual se convirtió en la primera vez que los dos se encontrarían, sentando las bases de todas sus interacciones románticas y letales futuras) mientras que Darrk murió mientras intentaba matarlos.

### Bajo el liderazgo de Sensei
Bajo la dirección del segundo líder conocido de la organización, el malvado Sensei, la Liga se volvió más brutal y se rebelaron contra el liderazgo de Ra's. Aunque los métodos del Sensei se parecían mucho a los de Darrk, y como la mayoría de los operativos de la Liga se mostraron con poca o ninguna habilidad real en combate personal, Sensei demostró tener un poco más de confianza en los artistas marciales de mayor experiencia. Esta versión de la Liga serían mejor conocidos porque en sus misiones debían cumplir con dos asesinatos. Como parte de un proceso de iniciación, el agente conocido como The Hook fue sería asignado a asesinar al artista circense Boston Brand (quien más tarde sería conocido como el superhéroe Deadman, luego de su muerte). Además, en este mandato, se vio como el profesor Ojo le lavó el cerebro a Ben Turner (el mejor amigo y socio de Richard Dragon), creandole una personalidad alternativa apodada Bronze Tiger y convirtiéndole como un maestro artista marcial como operativo de la Liga. Como Tigre de Bronce, Turner derrotaría a Batman en un combate personal, mientras que otro agente de la Liga asesinaría a Kathy Kane (la identidad secreta de Batwoman durante la continuidad Pre-Crisis, amiga cercana y personal en la versión post-crisis de Batman). Finalmente, el entrenamiento anterior de Turner a manos de O-Sensei (no confundirlo con el líder de la Liga), que resultó ser demasiado fuerte para que la Liga se dividiese por completo, y cuando se negó a matar a Batman, se vio obligado a huir de la Liga. No mucho tiempo después, la locura llevó a Sensei, que llevó a concebir la idea de que ya no estaba motivado por nada más que el deseo de elevar el asesinato para que fuese considerado como un arte, intentó causar un terremoto artificial para matar a varios diplomáticos reunidos para unas conversaciones de paz. Batman llevó a Ben Turner a un hospital y frustró un intento de la Liga de asesinar al hombre. Turner no podía recordar completamente sus acciones de sus personalidades alternativas, aunque años más tarde, como miembro del Escuadrón Suicida, revelaría que la Liga lo había usado para matar a varias personas, pero que fue capaz de ayudar a Batman al descubrir el último complot de Sensei. Aunque Batman no pudo evitar el terremoto en última instancia, solo el propio Sensei murió en el desastre, y el control de la Liga regresaría a manos de Ra's.

### Papel en la creación de Lady Shiva
Más recientemente se reveló que, antes de las traiciones del Doctor Daark y Sensei, Ra's se cansaría de las lealtades volubles de sus allegados miembros más cercanos. David Cain le asignó a Ra's crear un guardaespaldas perfecto ("The One Who Is All"). Después de que los primeros intentos de criar a una persona, así resultasen niños psicóticos sin remedio, Cain decidió que necesitaba un hijo genéticamente idóneo y comenzó a buscar a una posible madre. Con ese fin, asesinó a Carolyn Woosan/Wu-San, una de las dos talentosas hermanas especializadas en artes marciales que él había visto peleando en una exhibición. La hermana de Carolyn, Sandra, juró vengarse y persiguió a Caín, solo para ser sometida por el poder combinado de la Liga. Estando intoxicada y asustada por los niveles de habilidades que estaba alcanzando ahora, debido a que ella ya no se contenía por el bien de su hermana, Sandra accedió a ser la madre del hijo de Caín. A cambio, la Liga le perdonó la vida y la ayudó a continuar su entrenamiento. Cuando ella dio a luz, ya había superado a toda la Liga en habilidades. Se fue inmediatamente después del nacimiento de su hija, Cassandra Cain, rebautizándose a sí misma como la famosa asesina profesional Lady Shiva.
Otras historias sugirieron que en algún momento posterior, Shiva había trabajado como miembro de la Liga, y cuyo testimonio de un testigo presencial y exmiembro de la Liga llamado Onyx indicaba que se mantuvo en contacto con la Liga, aunque aparentemente nunca había visto a su hija. Aunque la mayoría de sus apariciones a lo largo de los años la muestran trabajando de forma independiente, o asociada a Richard Dragon, aparentemente tenía cierto grado de membresía con la Liga, como en la historia de Ra's cuando le pidió que "rescatara" a Talia durante la historia de Hush.
De acuerdo con los planes de Ra's y Cain, la Liga intentó entrenar a Cassandra Cain desde su nacimiento para que fuera la asesina definitiva, sin saberlo le otorgó las habilidades que usaría más tarde como la heroína Batgirl y como Black-Bat, y en el reinicio de los nuevos 52, como Orphan.

### El liderazgo bajo Nyssa al Ghul
Después de una de las aparentes muertes de Ra's al Ghul, su primogénita hija Nyssa Raatko formó una nueva Liga. Lady Shiva fue reclutada para servir como Sensei de esta encarnación de la Liga, con la intención para que Batgirl (Cassandra Cain) guiara a sus guerreros.
Reflejando el énfasis de Shiva en sus artes marciales, los miembros conocidos de la Liga de Nyssa eran expertos en esta área e incluían a los guerreros como Shrike, Kitty Kumbata, Wam-Wam, Joey N'Bobo, Tigris, Momotado, Krunk, White Willow, los guerreros gemelos conocidos como "Los Gemelos", Buey, Perro Rabioso, Alfa y Cristos. La nueva Liga estuvo presente cuando la esposa de Freeze, Nora Fries, volvería a la vida como la monstruosa Lazara, y varios miembros murieron en el caos resultante.
Debido al conflicto entre la lealtad entre Shiva y Nyssa y su casi devoción de Batgirl como "La que es todo", la Liga se dividió en dos en ese momento, con Ox, White Willow y Tigris comprometiéndose a Cassandra. Varios miembros más de la Liga (incluidos todos los desertores, excepto Tigris) murieron cuando el loco "Perro Loco" lanzó una ola de asesinatos. Cuando "Perro Loco", apareció por primera vez, fue uno de los primeros intentos de David Cain para crear el guerrero perfecto de Ra's. Perro Loco había sido considerado inútil como un niño, ya que los métodos de Caín lo habían vuelto terriblemente loco, y Ra's había ordenado que mataran al niño. Sin embargo, a pesar de que Nyssa sabía que su sirviente le había ordenado llevar a su ejecución, ella en cambio, ella le había ordenado liberarlo, explicando cómo era posible que fuese reclutarlo (Burqa - asesina clandestina conocida como Tigris, quien narró lo anteriormente mencionado) sería reanimada y devuelta a la vida gracias a un foso de Lazarus por Lady Shiva, para que los dos pudiesen enfrentarse en una batalla final. Batgirl ganaría dejando a Shiva con un gancho de carne suspendido sobre el hoyo de Lázaro.

### Crisis infinita
Aunque la mayoría de sus miembros habían muerto o desertado, la Liga sobrevivió a la Crisis infinita y se vio que jugaba para tener un papel importante en una fuga de prisiones en el que involucró ayudando a la Sociedad. A lo largo de un período posterior a este evento, permaneció bajo el control de Nyssa una vez más, hasta que aparentemente la matarían con un carro-bomba. Cassandra Cain aparentemente se había hecho cargo de la Liga como su nueva líder, aunque abandonó la Liga en algún momento antes de la historia de los Teen Titans, justamente en la miniserie Titans East, donde se reveló que fue drogada por Deathstroke.
Además, se mostró a Cassandra que se encontraba luchando por el control completo de la Liga de Asesinos contra hija menor de Ra's al Ghul, Talia, así como contra Sensei. Talia, quien naturalmente asumiría el control del imperio de su padre tras la muerte de Nyssa, recientemente habría sido vista en la historia de Batman e hijo, junto a miembros ninja de la Liga de Asesinos, enfrentándose a Batman. Al mismo tiempo, varios miembros sintieron que ni Talia ni Cassandra estaban a la altura del papel, y al no poder reclutar a la hija adoptada de Black Canary Sin, se le concedería el liderazgo a Sensei, quien recientemente había reaparecido en la historia de "La resurrección de Ra's al Ghul".
Un año más tarde, Talia al Ghul forzó a Kirk Langstrom a darle la fórmula de Man-Bat que usaba para convertir a algunos de sus miembros en otros Man-Bats. Hasta hace poco, la Liga de Asesinos y sus Comandos de Hombre-Murciélago fueron utilizados por Talia como su ejército personal y guardaespaldas, llevando sus órdenes y tomando represalias sobre sus enemigos.
Con Ra's al Ghul aún desaparecido, Talia reclamó de nuevo el liderazgo de la Liga y, bajo su mando, comenzaron a buscar a Batman, que fue capturado por Black Glove. Talia, su hijo Damian y una pequeña facción de la Liga llegaron a la mansión Wayne, donde desactivaron varias trampas y salvaron a James Gordon en el proceso.

### El regreso definitivo deRa's Al Ghul
Cuando Ra's Al Ghul regresó, la Liga de Asesinos una vez más cayó bajo su control. Bajo su liderazgo, Ra's ordenó que una pequeña facción de la Liga capturase a Nightwing para que se lo entregara en su guarida secreta, pero los asesinos fallaron y Nightwing los derrotó.

### La Facción metahumana
En la serie Green Arrow/Black Canary #11, se introdujo una facción metahumana de la Liga de Asesinos. Estuvo involucrada en el secuestro de un malherido Connor Hawke. Los miembros de este grupo incluían a Bear, Tolliver, Ruck, Spike, Mazone y a su líder Targa. Sin embargo, aunque creían que estaban siendo ordenados por Ra's al Ghul, aparentemente fueron engañados por una impostora Shado.

### Los Nuevos 52/DC: Renacimiento

#### El Liderazgo temporal de Jason Todd
Los Nuevos 52 (reinicio del 2011 de la continuidad del Universo DC), la Liga de Asesinos ahora designó que su base de operaciones residía en la ciudad sagrada de 'Eth Alth'eban. Lady Shiva, Rictus, Cheshire, December Graystone y Bronze Tiger enlistaron a Red Hood. En esta historia, terminan capturando a Jason Todd y lo llevan a 'Eth Alth'eban para que este pueda ayudar a dirigir la Liga de Asesinos. Red Hood sería llevado hasta 'Eth Alth'eban, donde reside la Liga de Asesinos. Tigre de Bronce le explica que los héroes disfrazados han estado luchando para mantener a un sistema roto... un sistema que solo se puede arreglar dando el siguiente paso y eliminando a los débiles y malvados de todo el mundo. Él y los demás han elegido a Jason para que sea su líder de campo en un lugar en el que los superhéroes de todo el mundo han tenido demasiado miedo por el cual no quisieran cruzar la línea jamás. Red Hood admite que abandonó a sus amigos porque no quería ser un asesino. Como respuesta, Tigre de Bronce le ruega que acepte esta oportunidad para mostrarle a Red Hood cómo puede hacerse un verdadero bien para que fuese permanente y duradero. Los asesinos le dan a Jason un recorrido por el Mercado de la Muerte, donde se pueden comprar herramientas para la muerte y su fin, el asesinato, y que a su vez pudiese satisfacer cualquiera de sus necesidades, siempre que la necesidad en cuestión sea matar a mucha gente. Después de reunirse con December Graystone, Cheshire, Lady Shiva, y Rictus y Tigre de Bronce, estos convocaría a una reunión del consejo al que está invitado Red Hood. Mientras tanto, estarían preocupados por la seguridad de la ciudad, dada la próxima guerra. Rictus les asegura que se necesitarían unos cuatrocientos terawatts de poder para romper los muros de la ciudad. En su reunión, Red Hood se pregunta qué hay de él que les hace pensar que pueda llevarlos a la victoria contra Sin Nombre. Tigre de Bronce admite en medio de las burlas de sus compañeros que Talia al Ghul le dijo que Capucha Roja sería el único que podría detener a Sin Nombre si alguna vez los atacaban. Esto es una sorpresa para Red Hood, dado que ni siquiera podía recordar cómo sería su rol contra Sin Nombre. Tigre de Bronce recuerda que si Jason quiere hacer el bien con su vida, podría hacerlo mucho mejor que luchar contra las fuerzas más poderosas del mal en este planeta. En ese momento, los sensores revelan que algo está en el perímetro de la ciudad. Entonces, aparecería Arsenal y aparecería fuertemente armado.
Arsenal utilizaría todos sus inventos originales para frenar los ataques defensivos de los Comandos Man-Bats de la Liga de Asesinos. El primer asesino que Arsenal se encuentra es December Graystone, y pronto atraparía al mago dentro de un bloque de hielo, gracias a unas granadas hechas con tecnología que le robó al Mister Freeze. En ese momento, Cheshire aparecería a su lado gracias a sus habilidades de teletransportación y le quita la gorra de la cabeza. Sin embargo, ve el dispositivo de teletransportación implantado en su muñeca y usa una descarga eléctrica para quitárselo al provocar un corto circuito. Eso haría que el dispositivo funcione mal y ella desaparezca por completo. Durante la pelea, Red Hood declara que lideraría la Liga de Asesinos a cambio de que Arsenal y Starfire se encuentren ilesos. Starfire le recuerda a Jason que preferiría morir antes que ser encadenada de nuevo. Ella le advierte que con Lázaro Pit descubierto, podría despojar los poderes de "Sin Nombre", por lo que han venido a destruirlo. Sin embargo no deberían tener éxito. Mientras ella y Arsenal serían escoltados, advierte a Jason que no muera hoy. Mientras se prepara, Red Hood comienza a escuchar una voz desde dentro que explica que su destino se está haciendo realidad, y le muestra cómo hacer que el místico All-Blades se manifieste a sus órdenes. Aunque no recuerda lo que significa exactamente todo esto, espera que este sea de ayuda, a medida que Sin Nombre llegue a la ciudad sagrada.
Fuera de la ciudad sagrada de 'Eth Alth'eban, que December Graystone descubre a alguien a quien no esperaba que estuviese esperando afuera, y se maldice a sí mismo por no darse cuenta de que esta persona tuvo algo que ver con la batalla que en ese momento estaba en curso en la ciudad subterránea. Red Hood por entonces, se encontraría liderando la Liga de Asesinos con la misión de detener al malvado Sin Nombre, que tuvo el descaro de usar a Arsenal, el amigo de Jason, para entrar a la ciudad. Jason se confunde cuando sus espadas le dicen que al tomar fragmentos de bronce de la gran fuente que se encontraban en el centro de la ciudad, ya que así podrán expulsar a Sin Nombre, pero era de esperarse que este transmitiese la información a sus compañeros. Red Hood se encontraría atrapado en combate con Drakar y este descubre que lo que se le hizo a la mente de Red Hood fue más que todo para ejecutar un simple borrado de su mente. Este siente que Ducra se encuentra en algún lugar dentro de su mente. Capucha Roja usaría la confusión de Drakar para guiarlo hacia la fuente, que esconde el Pozo de los Pecados (el estanque que llenó el Sin Nombre con maldad). Drakar lucharía, pero se derrumba dentro del líquido turbio. Después de haber caído al Pozo de los Pecados, Drakar pide que lo saquen del pozo, ya que puede sentir un poder arcano regresando a su interior y alejando la energía maligna de él. La piscina le quita a Drakar su poder y su fuerza vital, escupiéndolo como un anciano marchito. En cuanto al resto de Sin Nombre, Capucha Roja advierte a todos que sufrirán la misma suerte si no se rinden. Los Sin Nombre responde que no puede esperar que solos lo puedan derrotarle, pero Lady Shiva responde desatando un enjambre de Hombres-Murciélago advirtiendo que la Liga de Asesinos es la encarnación de la muerte. Cuando la Liga de Asesinos haya devuelto a Sin Nombre al Pozo de los Pecados, Drakar planearía llevarse a Red Hood solo para que Tigre de Bronce le rompa el cuello. Tras la muerte de Drakar, Red Hood admite que matar a Drakar era necesario... algo clave para una clara ejecución de un miembro de la Liga de Asesinos. Lady Shiva comentaría que esta noche también tomarían a todos los miembros muertos restantes de Sin Nombre, pero Jason respondería a que no podrían simplemente matar sin dar su opinión, haciendo respetarse como líder de la Liga. De repente, aparece una figura encapuchada, notándose que se esperaba más después de llegar hasta este momento, solo para encontrarse a un misterioso líder de los asesinos que les ordena a los guerreros que enfunden sus espadas. El hombre advierte que el juego ya ha terminado, y que la parte de Jason ha concluido exitosamente, mientras que éste se dirige hacia el pozo de los pecados. En eso, Jason se interpone en su camino, exigiéndole saber quién es este hombre. El hombre responde que él es quien le dio a Sin Nombre la ubicación de Acres a todos sabiendo que tendrían que matar a Ducra y regresarían a este lugar, además, sabía que caerían aquí y se imbuirían al Pozo de los Pecados con un poder mayor con el que jamás habían probado, un poder con el que ahora tomaría para sí mismo, siendo todo este tiempo el plan que había tenido todo este tiempo durante más de tres siglos. Al salir del pozo, el hombre se presenta como Ra's al Ghul.
Entonces, Jason quedaría bajo ataque de Ra's al Ghul, quien exige saber exactamente que fue lo que vio su hija Talia al Ghul en el muchacho. Luego de haber emergido del Pozo de los Pecados, Ra's al Ghul sería consumido por el mal una vez que logró corromper a los Sin Nombre hace siglos. Ahora se sentiría obligado a deshacerse de las maquinaciones de su hija y Ducra matando a Jason. Por orden de Ra's al Ghul, los prisioneros serían traídos a él, prometiendo usar su nuevo poder que había encontrado para verlos a todos muertos. Red Hood, sin embargo, determina que no permitiría que eso suceda. Mientras Ra's al Ghul reúne su poder, Red Hood se dice una y otra vez que quiere recordar lo que eligió olvidar. Por fin, las imágenes recorren su mente y comienza a manifestarse como sus recuerdos. Desafortunadamente, la revelación ocurre antes de lo que Ducra ya había planeado. Después de haber recuperado todo su entrenamiento con Batman, Jason está libre de sus cadenas casi al instante. Su entrenamiento con Lady Shiva le ve haciendo un trabajo corto con los Man-Bats de la Liga. Él usaría este mismo entrenamiento para vencer a la misma Lady Shiva, solo para ser atacada por Tigre de Bronce posteriormente. Mientras tanto, Cheshire (cuya lealtad hacia el maestro Ghul que le había devuelto la Liga de Asesinos estaría menguando) intentaría rescatar a Roy y a Kori. En poco tiempo, los dos serían libres de ayudar a Red Hood en su lucha. Sonriendo, este les daría la bienvenida, disculpándose por haberlos engañado. Estando confundidos, sin saber que su decisión de borrar su memoria era parte de un plan más grandioso, que apenas serían atacados por Tigre de Bronce en el proceso. Red Hood se involucraría con Ra's al Ghul cuando Esencia se une a la batalla. Ella insistiría en que él permitiría que Jason y sus amigos abandonasen su reino, o que se vería obligado a morir como siempre temió que lo haría. A pesar de haber destruido toda la casta, las acciones de Ra's llevarían a su eventual renacimiento. Derrotado y agonizando, jura que visitaría a Red Hood si lo vuelve a ver.
- El caso de la Organización Leviatán: Fundada por Talia al Ghul, es una organización escindida de la Liga de Asesinos creada para contrarrestar a Batman y su equipo denominado Batman Incorporated.[24]

#### Arco de nuevos orígenes, "La Torre del Demonio"
De a cuerdo al especial de (Batman y Robin Volumen dos #23,3: titulado Ra's al Ghul y la Liga de Asesinos, del mes de noviembre de 2013), En el año 1285, los rumores que habían llegado a los caballeros de la cruzada de que un poderoso demonio estaba ganando terreno en el este desde una torre oscura. Tan poderoso y temido era él, que nadie se atrevió a pronunciar su nombre, y se dijo que la muerte no tenía poder sobre él, una afrenta hacia los cruzados, que buscaban recordarle que Dios es el único maestro de la muerte. Fueron dirigidos por el Príncipe Gerhardt, quien montó bajo el mando del Papa Martín IV. El príncipe fue recibido allí por un sirviente de este demonio, llamado Dusan, quien dio la bienvenida a los caballeros con la información que se esperaba. A medida que eran conducidos por pasajes cada vez más profundos y oscuros, todos los caballeros, excepto el Príncipe Gerhardt, habían sido asesinados y, para entonces, Dusan le había llevado al príncipe al pie de un Pozo de Lázaro y había cerrado las puertas detrás de él. Cuando una risa enojada llenó la cámara, la ansiedad del príncipe creció, y llamó al demonio para que respondiera si era un hombre o un demonio del infierno. Sonriendo, Ra's al Ghul respondió que él era ambos, y ninguno.
Ahora, esta historia es leyenda. El encuentro del príncipe Gerhardt con la Cabeza del Demonio es la primera mención de Ra en la historia registrada. La Sociedad Secreta de Supervillanos entendería de cómo Ra's había querido que Occidente le temiera; Conocer su poder pero no entender su significado. A pesar de las promesas de la Sociedad de poder entregar un mundo perfecto en el que la Cabeza del Demonio ha trabajado durante más de 700 años, Ra's no está impresionado por su emisario, por lo que requiere que luchen en un duelo antes de que él considere la oferta. El emisario lucharía para defenderse mientras cuenta la historia de cómo Ra's condujo a su gente hacia el este a medida que su miedo crecía hacia el oeste. Allí, aprendió las artes sagradas de la muerte y los secretos de las fosas de Lázaro. Desde allí, comenzó a reclutar a los hombres más peligrosos del mundo para promover su propósito, bajo la bandera de la Liga de Asesinos.
En 1666, Londres ardía bajo el reloj de Ra's al Ghul, mientras se preparaba para construir un mundo mejor con sus cenizas. En 1721, comenzó un comercio de opio utilizando las capacidades de envío en la Compañía de las Indias Orientales. Se ocupó de la propagación del cólera en la ciudad de la Nueva York del siglo XIX. Precipitó el inicio de la Primera Guerra Mundial entrenando y empujando al Príncipe Gavril a asesinar al archiduque Franz Ferdinand de Austria. Así como en estos casos e innumerables otros, Ra's al Ghul ha ejercido su poder en silencio a lo largo de la historia, apuntando a la humanidad hacia su propia destrucción y plantando las semillas de un mundo mejor.
Ignorando la oportunidad de respiro que Ra's le da, el emisario cuenta cómo su anfitrión buscó un legado más allá de sí mismo; un legado que intentó comenzar con el nacimiento de Talia al Ghul. Había esperado casarla con su sucesor elegido, el mejor detective del mundo, Batman. Cómo este le había impresionado la forma en que Batman usaba la leyenda para hacerse más que un hombre, y como lo había hecho consigo mismo. Desafortunadamente, al buscar a Batman directamente, Ra's diseñaría una fuerza capaz para desmantelar todo su imperio construido en todos estos siglos. Éste frustraría los planes de Ra a cada paso, con la adopción de Damian, como su legado, por parte de su enemigo, y la eventual desaparición de Talia, lo que marcó la pérdida final. Enojado, Ra's saca la espada de su oponente de su mano y exige que esta morada en sus fracasos llegue a un punto final. Con cautela, el emisario explica que la Sociedad Secreta ha cambiado el juego. La Liga de la Justicia se ha ido, y Batman está muerto. Si Ra's se une a la Sociedad Secreta, lo ayudarán a lograr lo que pudo haber logrado hace años, si no fuera por Batman. Inesperadamente, la cabeza del demonio comienza a reír. Volviéndose, advierte que la muerte no puede detener a un hombre como Batman. Después de todo, Ra's se ha visto así mismo como Batman - y él es un maestro de la vida y de la muerte. Formalmente, rechaza la invitación y llama a cobardes a los esbirros de la Sociedad por ofrecerle la menbresía.
Molesto, el emisario cambia de táctica y elige matar a Ra's. Aunque logra electrocutar a Ubu, el hombre pronto es atrapado en las muñecas con lanzas a una pared. El Patrocinador, Ra's explica que solo se había permitido encontrarlo porque sabía que lo estaban buscando. Los maestros de la Sociedad Secreta son cobardes porque sabían, además se inclinó ante ellos, por lo que le enviaron un sacrificio en forma de su propio emisario. Con desdén, señala que si bien el mundo puede haber cambiado dramáticamente en los últimos días, lo ha visto cambiar muchas veces más, y verá qué tipo de mundo producen estos maestros. Tarde o temprano, escucharán rumores de un poder oscuro que se levanta en el este en una torre oscura. La cabeza del demonio estará esperando para derrocar a ese nuevo mundo y reconstruirlo a su propia imagen, como siempre lo ha hecho y siempre lo hará.

#### La Muerte y Resurrección de Damian Wayne
Más adelante, Batman y Aquaman se dirigían a una isla donde se encontrarían a la Liga de Asesinos, después de que Ra's al Ghul desenterrado los cuerpos sin vida de su nieto Damian Wayne y el de Talia al Ghul. Batman y Aquaman aparecen tomandose la playa, rompiendo las defensas de la isla de los Man-Bats, solo para descubrir que la fuente de los gritos de las ballenas estaba en la isla. En ese momento, Ra's al Ghul había ordenado la caza de unas ballenas, por el cual estaba buscando crear superhumanos genéticamente alterados en el vientre de los cachalotes, para tratar de emular ciertas habilidades acuáticas de estos mamíferos marinos en seres humanos a su disposición para su ejército. Este serpia solamente uno de los muchos planes que Ra's estaba buscando para reconstruir la Liga de Asesinos. Aquaman juraría venganza por lo hecho a las ballenas. Dentro del complejo, descubren que Ra's está limpiando los discos duros, evitando la recuperación de datos, incluso cuando un mensaje de Ra's es interceptado por el intercomunicador, donde enfrenta y repudia a Batman por no haber evitado la muerte de Damian o Talia dentro de la ciudad que juró proteger. Como regalo de despedida, dejaría a Batman, cautivo ante "Los Herejes", para mantenerlo entretenido. Batman se tambalearía cuando ve a todos los clones fallidos grotescos y mutados de varios Damians fallidos, los mismos de los cuales fueron la base de una anterior historia relacionada con Leviathan en las páginas de Batman Incorporated Volumen Dos. Mientras luchan por sus vidas, Batman advierte a Aquaman que no mate a ninguna de estas monstruosidades. Debido a que están demasiado mal formados en su desarrollo para comprender lo que les habían hecho a esas ballenas al nacer. De repente, Bruce se da cuenta de que si los herejes nacían de la matriz de una ballena, Arthur podría conectarse telepáticamente con ellos. Este los lleva al océano, donde una ballena que no ha sufrido ningún daño, esta lo rompe, y se los traga por completo. Mientras tanto, Batman se abre camino persiguiendoa Rá's con el que busca escapar en un avión de escape. Al ver los cuerpos muertos de Talia y Damian almacenados en su interior, se aferra al fuselaje desde el exterior cuando el avión despega. Aunque Ra's al Ghul planearía ir a Isla Paraíso, está casi sorprendido de ver como Batman golpea el parabrisas de la cabina. Desde fuera, Batman le grita a Ra's al Ghul que le devuelva los restos mortales de su hijo, pero Ra's al Ghul responde que Damian es la sangre de la sangre de Ra's y que el niño está en buenas manos. Este a su vez, le ordena al piloto del avión que incline su ángulo, causando que la cizalladura del viento rasgue el traje de Batman para que se termine soltando y caiga en el mar. Por suerte, Aquaman estaría ahí para atraparlo. Arthur explica que todos los herejes continúan vivos, tras ser llevados a Atlantis para su custodia, por una ballena. Luego la cizalladura que causó al traje de Batman por el viento rasgue a Batman de su compra y caiga al mar. Por suerte, Aquaman está ahí para atraparlo. Arthur explica que todos los herejes están vivos, tras ser llevados a Atlantis para su custodia, por una ballena.

#### DC: Renacimiento
Con el universo relanzado con la iniciativa DC: Renacimiento, la Liga de Asesinos y la Liga de la Sombras ahora son dos organizaciones completamente separadas. La Liga de Asesinos consistiría en los seguidores estándar de Ra's Al Ghul. Mientras que la Liga de las Sombras ahora pasaría a ser la más misteriosa de las dos, tanto así que ahora se le consideraría prácticamente un mito, pero se dice que tiene gente en todas partes y un plan para "llevar a toda la nación a la Tierra a una nueva era". Más tarde, la Liga tendría una historia en Los Teen Titans de Damian Wayne (donde trata establecer una misión de Damian y los Titanes para detener la obra de Ra's Al Ghul su abuelo, el Puño del Demonio), ya que se trata de una escuela para la formación de jóvenes en las artes oscuras del asesinato, allí se revela que Damian Wayne fue entrenado para liderar este equipo como parte de en algún momento de su vida asumiese el control de la Liga de Asesinos. Además, también aparecen en el arco introductorio previo a la Boda de Batman.

## Miembros
- Ra's al Ghul: El principal líder y fundador de la Liga. Apareció por primera vez en las páginas de Batman Volumen Uno #232 (de junio de 1971),[29] Ra's al Ghul (Traducidlo del árabe como la "Cabeza del Demonio"), es un ecoterrorista mundial inmortal que tiene varios siglos de antigüedad, gracias a que ha renacido con cada muerte con las sagradas aguas de los pozos de Lázaro. Él es de los pocos que ha llegado a conocer la identidad secreta de Batman, si bien ha intentado en el pasado reiteradas ocasiones de hacerle su sucesor, con los años ha aceptado que no es digno para ser su sucesor dado a los más complicados enfrentamientos que el caballero oscuro ha tenido con la liga, que se ha convertido en uno de los principales objetivos a eliminar. COmo mencionabamos antes, utiliza pozos especiales conocidos como los Pozos de Lázaro, que le permiten evadir la muerte y vivir durante siglos. Es el fundador de la Liga de Asesinos, aunque aún se desconoce exactamente cuándo la creó, o si es la reencarnación de un conglomerado de asesinos de la antigüedad cuando se le consideraba como mito.

- Batman: Su identidad secreta es Bruce Wayne, multimillonario, playboy, y filántropo y propietario estadounidense de la antigua compañía de sus padres, Wayne Enterprises. Después de presenciar el asesinato de sus padres cuando era niño, juró vengarse de los criminales, un juramento moderado por el sentido de la justicia. Wayne se entrena a sí mismo tanto física como intelectualmente y crea una persona inspirada en los murciélagos para combatir el crimen. Aunque ha sido miembro temporal, rechazaría reiteradamente ser el sucesor de Al Ghul, debido a que no comparte el sentido justiciero que la Liga le ofrece, además, luego de haber renunciado, se ha convertido en el objetivo más difícil de eliminar, ya que el credo de la Liga es asesinar aquellos que no compartan la lealtad y que no sean dignos para mantener el sentido de la justicia y los objetivos del destino del mundo que quieren ofrecer, a través del asesinato y la violencia.

- Talia al Ghul: Apareció por primera vez en las páginas de Detective Comics Volumen Uno #411 (de mayo de 1971),[30] es la hija preferida de Ra's al Ghul y media hermana de Nyssa Raatko. Su padre la alentó a que tuviese una relación con Bruce Wayne, deseando que Batman se casara con su hija con la esperanza de reclutarlo como su sucesor. Talia admira y odia al mismo tiempo a Batman por su empuje, determinación y nobleza, pero siempre estaba dividida entre él y su amor por ser su padre un terrorista. A diferencia de Catwoman, Talia había estado más que dispuesta a jugar un papel secundario con la misión de Bruce. Tanto Bruce como Talia, son los padres de Damian. A pesar de esto, siguió una nueva dirección en la relación con Bruce, desde entonces, está intentando destruirlo luego de Bruce prefiriera a Selina que a ella.

- Nyssa Raatko: La medio hermana de Talia apareció por primera vez en las páginas de Detective Comics Volumen Uno  #783 (del mes de agosto de 2003),[31] es la otra hija de Ra's al Ghul, siendo de hecho mayor que Talia, nacida en la San Petersburgo imperial en el año de 1775, y sobreviviente al Holocausto. Ella finalmente se separó de su padre y de su cruzada, lo que resultó en una ruptura entre ellos. Ella tenía en su poder un Pozo Lázaro, que le ha permitido reutilizarlo una y otra vez, especialmente en ella misma. Ha sido la responsable de lavarle el cerebro a su media hermana Talia para que desprecie no solo a Batman, sino también a su padre, a quien ella terminó matando con una espada. Sin embargo, aparentemente Nyssa en algún momento se le creyó muerta en un coche bomba en el norte de África, presumiblemente causado por la Liga de Asesinos. En los Nuevos 52, este suceso nunca ocurrió.

- Ebeneezer Darrk (también conocido como Doctor o Profesor Darrk): Es el primer individuo conocido que fue asignado a liderar la Liga de Asesinos, designado por el mismo Ra's al Ghul tras la negativa de Batman. Aunque muchos de los líderes de la Liga a lo largo de los años han sido artistas marciales, el mismo Daark no dependía de tener una destreza física como asesino, por lo que lo compensaba con su confianza en ser un líder estratégico, a partir de mantener una adecuada planificación y manipulación cuidadosa, planteando emboscadas y trampas mortales, así como una gran variedad de hábilidades ocultas, la fabricación de armas y venenos potentes. Después de ganar la enemistad de Ra's (por razones desconocidas), Darrk moriría durante un complot al tratar de secuestrar a Talia, quien finalmente frustraría Batman.

- El Sensei: Apareció por primera vez en las páginas de Strange Adventures Volumen Uno #215 (de los meses octubre a noviembre de 1968),[32] siendo un anciando maestro de artes marciales oriundo de Hong Kong, siendo el segundo al mando de Darrk y ocaional mano derecha de Ra's. Fue puesto a cargo de la Liga después de la muerte de Darrk. Sin embargo, demostraría ser tan desleal como su predecesor, y Sensei eventualmente lucharía contra Ra's al Ghul por el control de la organización. Una de sus metas personales era elevar la magnitud del asesinato como si este fuese un nuevo tipo de arte. Se revelaría más tarde que es el padre de Ra's al Ghul como se dio a conocer en las páginas de Batman #671 (de enero de 2008).

- Doctor Moon: Apareció por primera vez en Batman Volumen Uno #240 (del mes de marzo de 1972),[33] es un cirujano del cerebro con habilidades que lo convierten en la persona a quien se puede contactar para recuperar el cerebro moribundo, borrar o modificar mentes o llevar a cabo torturas mentales.

- Lady Shiva (Sandra Wu-San): Apareció por primera vez en las páginas de Richard Dragon, Kung Fu Fighter Volumen Uno # 5 (de diciembre de 1975), es una asesina mercenaria que una vez se entrenó con Bruce Wayne y es posiblemente la mejor artista marcial del mundo en el Universo DC por encima de otras heroínas y villanas como Batgirl, Canario Negro, Huntress o Catwoman, Lady Vic, o la misma Katana. Ha sido con los años heroína como villana, marcada en la figura de asesina profesional y antihéroe, siendo una de las verdaderas rivales en combate cuerpo a cuerpo con Batman, además de que en el pasado fue entrenada por Richard Dragon con quien tuvo una relación de amor-odio. Además, también resulta siendo la madre biológica de Cassandra Cain.

- David Cain: Apareció por primera vez en Batman Volumen Uno #567 (del mes de julio de 1999),[34] siendo el padre biológico de Cassandra Cain y padre adoptivo de Mad Dog III. Con Lady Shiva comparte simplemente el vínculo de criar a Cassandra a petición de que tuviesen un descendiente digno en la formación del asesino perfecto, de los cuales, resultó siendo Cassandra.

- Cassandra Cain (cuando estuvo con lavado cerebral): Apareció por primera vez en las páginas de Batman Volumen Uno #567 (de 1999), es la hija de David Cain y Lady Shiva, Rescatada de la Liga por Batman, solía ser conocida como Batgirl, aunque ha adoptado otras identidades, como Black Bat o Huérfana.

- Deathstroke (Slade Wilson): Apareció por primera vez en las páginas de los New Teen Titans Volumen 1 # 2 (de diciembre de 1980), fue miembro en algún momento de la Liga de Asesinos, ya que reclutado por Talia para matar a Richard Grayson (Nightwing) por corromper a su hijo, Damian, con los buenos... Wilson y Grayson tienen una larga enemistad de larga data debido a los años de lucha y redención de Grayson con los hijos de Wilson, y de Wilson con los Titanes.

- Los siete hombres de la muerte: Son siete asesinos que son los más mortíferos de la Liga y son un escuadrón de ataque personal de Ra's al Ghul. Ellos responden solo al Demonio mismo y a Sensei. Sus miembros actuales incluyen

- Detonador: Miembro de los Siete Hombres de la Muerte. Se especializa en demoliciones.
- Hook: Miembro con un gancho entre los Siete Hombres de la Muerte. Responsable de asesinar a Boston Brand durante un acto de circo.
- Maduvu: Miembro de los Siete Hombres de la Muerte. Tiene manos con garras mecánicas.
- Malcom Merlyn: Famoso arquero enemigo de Green Arrow que alguna vez fue miembro de los Siete Hombres de la Muerte.
- Razorburn: Miembro de los Siete Hombres de la Muerte. Él tiene habilidades avanzadas de combate mano a mano, grandes habilidades para lanzar, y maneja dos cuchillos como armas.
- Shellcase: Miembro de los Siete Hombres de la Muerte. Tiene habilidades avanzadas de combate cuerpo a cuerpo y tiene buena puntería.
- Látigo: Miembro de los Siete Hombres de la Muerte. Es una mujer que maneja látigos como armas.

Otros miembros de la Liga de Asesinos también son
- Alpha: Un miembro de la Liga de Asesinos y un maestro de Gun-Fu.
- Arrow: Un miembro que estaba obsesionado con el legado de la Liga, que se convierte en el segundo de confianza de Ra's al Ghul que incluso termina casandose con Nyssa.

- Anya Volkova: Una exmiembro de la Liga de Asesinos, que recopiló una base de datos sobre los miembros de la liga que fue robada por el Tribunal de la Corte de los Búhos.

- Bane: Fue miembro de la Liga de Asesinos cuando llegó a impresionar a Ra's al Ghul en algún momento.[35]
- Bear: Un hombre similar a un yeti mexicano que es miembro de la facción metahumana de la Liga de Asesinos.
- Tigre de bronce: Exmiembro de la Liga, al que le lavaron el cerebro para formar parte de la Liga.
- Cheshire: Asesina Shinobi Kunohichi profesional, amante de Roy Harper, y enemiga de los Jóvenes Titanes, ahora en la continuidad de los nuevos 52 es miembro de la Liga de Asesinos.
- Graystone December: Un miembro operativo de la Liga de Asesinos que fue introducido en los Nuevos 52. Puede realizar magia utilizando la sangre cortada de sí mismo para acceder a varios poderes, como la telequinesia y la teletransportación.
- Doctor Tzin-Tzin: Un líder criminal y experto hipnotizador.
- Dragon Fly: Miembro de la Liga de Asesinos. Junto con Silken Spider y Tiger Moth atacaron la mansión Wayne durante los eventos de "La resurrección de Ra's al Ghul".
- Expediter: Miembro de la Liga de Asesinos. Era experto en computación que cumple la función de Hacker similar a Oraculo, al verse obligado a unirse a la Liga de Asesinos.
- Glaze: Economista especialista en construir en diferentes ciudades del mundo como maestro para gestionar burbujas económicas, para inducir crisis financieras.
- Grind: Uno de los guardaespaldas de Ra's al Ghul.
- Jasper: Jasper es la sirviente de Nyssa al Ghul capturada para sus servicios.
- Kirigi: Es un artista marcial superior que previamente entrenó a Bruce Wayne. Más tarde entrenó a los diferentes miembros de la Liga de Asesinos.
- Kitty Kumbata: Es un artista marcial talentoso pero mentalmente inestable que fue miembro del Círculo de los Seis.
- Kyle Abbot: Este miembro trabajó con Ra's al Ghul hasta su aparente muerte. Tomó un suero que le permite convertirse en un lobo superhumano completo e incluso se atribuye las habilidades licántrópicas de los hombres lobo.
- Mad Dog: Es un luchador de kung fu que fue el hijo adoptivo de David Cain.
- Comandos Man-Bat: cuando Talia al Ghul obligó al Doctor Kirk Langstrom a darle la fórmula de Man-Bat, transformó a un grupo selecto de miembros de la Liga de Asesinos sin nombre en el Comando Man-Bat.
- Mazone: Es un samurái barbudo que es miembro de la facción metahumana de la Liga de Asesinos.
- Onyx: Fue un antiguo miembro de la Liga de Asesinos. Finalmente después de muchos años decidió retirarse de su vida como asesino.
- Owens: Es un francotirador miembro de la Liga de Asesinos. Se asoció con Pru y Z para asesinar a Red Robin. Owens es asesinado por el Viudo del Consejo de Arañas.
- Profesor Ojo: Nació sin ojos. Brillante aunque ciego, Ojo finalmente creó un dispositivo que le permitió ver de manera artificial y eventualmente se asociaría con la Liga de Asesinos como científico.
- Pru: Es una mujer asesina testaruda miembro de la Liga de Asesinos. Se asoció con Owens y Z para asesinar a Red Robin.
- Rictus: Es un operativo cibernético de la Liga de Asesinos que se introdujo en Los Nuevos 52.
- Ruck: Pistolero de cuatro brazos miembro de la rama metahumana de la Liga de Asesinos.
- Cimitarra: Es un miembro que encabeza una coalición de miembros de la Liga.[36]
- Shrike: Es un adolescente que solía ser amigo de Dick Grayson. Más tarde se convirtió en miembro de la Liga de Asesinos.
- Silken Spider: Miembro de la Liga de Asesinos. Junto con Dragon Fly y Tiger Moth atacaron La Mansión Wayne durante los eventos de "La resurrección de Ra's al Ghul".
- Silver Monkey: Es un exmiembro de Monkey Fist Cult que se convirtió en asesino a sueldo.
- Spike: Una artista marcial femenina que es capaz de crear hojas de energía. Miembro de la facción metahumana de la Liga de Asesinos.
- Targa: Un enano telequinético líder de la facción metahumana de la Liga de Asesinos.
- Tiger Moth: Miembro de la Liga de Asesinos. Su traje desorienta a sus oponentes, haciéndolos incapaces de golpearla. Una vez ayudó a Dragon Fly y Silken Spider a atacar a Mansión Wayne durante los eventos de "La resurrección de Ra's al Ghul".
- Tigris: Es una artista marcial afgana que fue reclutada en la Liga de Asesinos por Lady Shiva; ella trazó su linaje al antiguo reino de Nínive.
- Tolliver: Es un vampiro miembro de la facción metahumana de la Liga de Asesinos.
- Vial: Miembro de la Liga de Asesinos. Fue asesinado al besar a Crux que fue envenenada por el Consejo de Arañas.
- Ubu: Maestro asesino, segundo al mando de mayor confianza para Ra's al Ghul. En trabajos posteriores, se revela que el título de Ubu se refiere a toda una tribu de personas. Cuando muere un Ubu, otro toma su lugar. Un Ubu fue asesinado más tarde por Bane.
- Verdigris: Un personaje que escapa de un asedio solo al que rastrean sus huellas.
- Viper: Un fabricante de veneno, uno de los miembros más importantes de la Liga.
- Wam Wam: Un artista marcial holandés que fue miembro del Círculo de los Seis.
- Whisper A'Daire: Trabajó con Ra's al Ghul hasta su aparente muerte. Tomó un suero que le permite convertirse en una criatura parecida a una serpiente.
- Dual al Ghul: El primer (White Ghost) Fantasma Blanco de Ra's al Ghul creado solamente para Dusan.
- White Ghost (II): El segundo White Ghost fue una persona desconocida que curó a Red Robin después de que fue envenenado por el Viudo del Consejo de Arañas. Cuando Red Robin cuestionó a este White Ghost sobre su identidad, White Ghost simplemente responde que "siempre habrá un White Ghost", lo que sugiere que el título de White Ghost se define como una figura leal que se ha estado afiliado a la Liga de Asesinos durante siglos.
- White Willow: Si bien no se sabe mucho sobre su pasado, excepto por el hecho de que fue una mujer que fue reclutada por Lady Shiva en la Liga de Asesinos.
- Will Justice: También conocida como Bill Justice, fue reclutada para la Liga de Asesinos tras la aniquilación de una aldea de Crisfield. Su agenda política radical no se sintó bien con los otros miembros de la Liga que la llevó a su exilio. Desde entonces, ha estado comprometida con Arkham Asylum en Gotham City debido a las circunstancias de unas heridas que sufrió de manera desconocida.
- Z: Zeddmore Washington es miembro de la Liga de Asesinos. Fue emparejado con Owens y Pru para asesinar a Red Robin. Z fue asesinado más tarde por el Viudo del Consejo de las Arañas.

Personajes que pudieron haber sido miembros de la Liga:
- El Silenciador: Honor Guest sirvió como un asesina mortal conocida como el Silenciador para la organización escindida de la Liga de Asesinos conocida como Leviatán hasta que Talia al Ghul le permitió retirarse. El líder de la Liga de Asesinos, Ra's al Ghul, se enteró de su poder y esperaba reclutarla para su organización.
- Damian Wayne: Al ser el nieto de Ra's Al Ghul, ha sido hijo del caballero oscuro con Talia al Ghul, que tiene derecho en propiedad a ser el futuro heredero en sangre de la Liga.

### Miembros exclusivos en la Televisión
- Sara Lance: Según la serie de televisión Arrow, fue encontrada por Nyssa al Ghul, Katrina Law', que la llevó a Nanda Parbat. Ella y Nyssa se convirtieron en amantes, y Sara se convirtió en una luchadora mortal en la Liga de Asesinos con el nombre de Ta-er al-Sahfer ('Pájaro Amarillo' o 'Canario').
- Conde Vértigo: Según Batman: la serie animada, Vértigo trabajó para Ra's al Ghul.

## Equipos escindidos de la Liga
- Leviathan: Leviatán fue conocido por primera vez por los héroes de la Tierra como un grupo terrorista que secuestró a un niño de un shiekh yemení. Sin embargo, Batman sospechó que algo estaba pasando y descubrió que Leviathan estaba trabajando con shiekh, y planeaba atacar al mundo con niños controlados por mentalmente al ser convertidos en metahumanos creados a partir del uso de ingeniería genética. Su líder, es nada menos que la hija menor de Ra's, Talia al Ghul, ha tenido miembros tales como Hereje (Heretic  en inglés), una versión malígna y genéticamente alterada de Damian Wayne, además, cuenta con la asesina a sueldo conocida como El Silenciador, Aftermarket, Hangman, Jonah Nine, Quietus, Raze, Hijo de Pyg, Wishbone, Bloodvessel, Breacher, Cradle, Doctor Dedalus, Endgame, Guile, Gunn , Grave,Killbox, Mister Robespur, Rutger Orestes y Zygo.[37]

- Liga de las Sombras (Surgido desde DC: Renacimiento): Este es un grupo escindido de la Liga de Asesinos, liderado por Lady Shiva. Originalmente, se pensaba que la Liga no era más que un mito creado por Ra's al Ghul para asustar a sus seguidores, pero en realidad fueron creados por Ra's para detener el destino de la humanidad de destruirse a sí mismos. Después de enterarse del verdadero propósito de Ra's para las Sombras, Shiva las volvió contra él y las utilizó para su propio propósito de destrucción y poder.[38]

## Otras versiones
- En Superman y Batman: Generaciones, Batman "heredaría" finalmente el liderazgo de la Liga de Asesinos después de que Bruce Wayne rastrease a la organización y aceptase un acuerdo en el que él y Ra's entran en el mismo Pozo de Lázaro a la vez; Ra's ha determinado que si dos almas entran en el foso, una perecerá mientras que la otra se volverá inmortal sin necesidad de seguir utilizando el Foso, Bruce acepta la oferta y Ra's al Ghul sería el que moriría. Con Ra's al Ghul desaparecido, Batman usa este imperio criminal para reformarlo y para establecer una red humanitaria contra el crimen al cambiar sutilmente los objetivos de la organización.
- En las páginas de Batman Volumen Uno #666 (del mes de julio de 2007), en el arco Batman in Bethlehem, un Damian Wayne (que aún no asumía el rol de Robin) en un futuro alternativo, rompe lazos de manera definitiva con la Liga de Asesinos ya que estaba en línea para convertirse en el próximo Batman.

## Trivialidades
- Tim Drake ha estimado, con base en considerarse en sus recibos como un negocio, que la Liga de Asesinos mata a al menos a unas 100 personas cada mes en todo el mundo.[39]
- La Liga de Asesinos tiene sorprendentes semejanzas con los legendarios Hashshashin, una orden islámica medieval de combatientes entrenados y asesinos, quienes también fueron dirigidos por un misterioso "Viejo Hombre de la Montaña".
- En comparación con otras organizaciones de la ficción de los cómics, el equivalente más cercano que tiene, es la Organización Akatsuki del Manga japonés Naruto, el cual ha dependido de asesinos y misiones bastante parecidas y con objetivos claramente cercanos.

## Apariciones en otros medios

### Series animadas
- La Liga de Asesinos ha tenido sendas apariciones en las siguientes producciones animadas basadas en el Universo Animado de DC de Bruce Timm: La Liga de Asesinos es llamada "Sociedad de las Sombras", liderada por el Conde Vertigo, que más tarde sería tomado bajo el control por Ra's al Ghul en episodios emblemáticos como "The Demon's Quest" Parte 1 y Parte 2, "Showdown", y "Avatar", todos de la serie Batman: La serie animada. Más adelante, se vería de nuevo en la serie Superman: The Animated Series en el episodio "The Demon Reborn", donde Talia al Ghul y sus secuaces orquestan la captura de Superman para que puedan usar un artefacto para drenar la energía de Superman y reponer el cuerpo envejecido de Ra's al Ghul. En Batman del futuro, Terry se enfrenta a un adversario de la Liga llamado Curaré, y más tarde a un poseído cuerpo de Talia por parte de Ra's Al Ghul que busca reencarnar en el cuerpo de Bruce.
- Si bien Ra's al Ghul y otros miembros aparecieron y la Liga tuvo otro nombre, no fue sino hasta que la La Liga de Asesinos finalmente le dan el nombre formal en la serie animada de Batman: The Brave and Bold en el episodio "Sidekicks Assemble".
- La Liga de Asesinos (bajo su nombre de Liga de Sombras) aparece en Justicia Joven, siendo en casi toda la serie los socios de la organización La Luz.
- La Liga de Asesinos aparece en Beware the Batman.[40] Los miembros conocidos del grupo incluyen a Ra's al Ghul, Lady Shiva, Cypher y Silver Monkey.
- La Liga de Sombras aparece en DC Super Hero Girls, episodio "#LeagueOfShadows". Esta versión es una secreta banda de rock donde se ubican en el Pozo Lazaro, siendo un concierto de rock.

### Series de Acción Real
- Las series Legends of Tomorrow y Arrow se volvieron villanos recurrentes de ambas series.
- La Liga de las Sombras aparece por primera vez en Gotham en el episodio "Heroes Rise: Destiny Calling".

### Cine
- La Liga de Asesinos (aquí llamada Liga de las Sombras) tiene dos apariciones en la trilogía de Christopher Nolan Batman Begins (en la primera como Herny Ducard y Ra's Al Ghul como líder del equipo) y antagonistas junto al Espantapájaros (Johnathan Crane), y en The Dark Knight Rises con Talia al Ghul y Bane como antagonistas del cierre de la trilogía.

#### Películas de animación
- En las películas como Son of Batman, Batman: Bad Blood, Teen Titans: The Judas Contract y Suicide Squad: Hell to Pay, al menos han tenido relación con la Liga de Asesinos. En Son of Batman, si bien se menciona el liderazgo de Ra's al Ghul, es asesinado por su ex-mano derecha Deathstroke. En Batman: Bad Blood, es liderada por Talia al Ghul, quien ha reclamado la Liga después de la derrota de Deathstroke. En Teen Titans: The Judas Contract, Deathstroke, luego de mencionar su trabajo para la Liga, habla de crear su propia versión de la Liga de Asesinos. En Suicide Squad: Hell to Pay, Deathstroke hace un cameo en medio de un flashback donde asesina al compañero de Tigre de Bronce mientras aún es miembro de la Liga. También afirma Deadshot que alguna vez hizo un trabajo para la Liga.

### Videojuegos
- El videojuego de la película de Batman Begins, incluye a la Liga de Asesinos como antagonistas.
- Lego Batman: The Videogame incluye una misión relacionada con la Liga de Asesinos.
- En Batman: Arkham City, también tienen una aparición importante, así como lo haría en la secuela del videojuego, Batman: Arkham Knight.
- En el modo historia del videojuego Injustice 2, Robin (Damian Wayne) hace una referencia a la Liga de asesinos.

## Miscelánea
- En la adaptación al cómic de la serie animada Batman: The Animated Series, titulado Batman: The Gotham Adventures, reveló que la Liga de Asesinos existía como una entidad separada de la Sociedad de las Sombras (aunque ambos grupos servían a Ra's al Ghul). Al igual que su contraparte en el Universo DC, esta versión de Liga de Asesinos fue responsable del asesinato de Boston Brand, creando al héroe fantasma Deadman. El Sensei fue leal a Ra's en esta continuidad y, enfrentándose a vivir el último de sus años en prisión o desafiando los deseos de Ra's, eligió una tercera opción en la que sale de su casa en la montaña y se precipita por el acantilado.

- La Liga de las Sombras aparece en el cómic relacionado con la serie animada de Justicia Joven. En el número 3, Sensei envía a Hook y Black Spider para asesinar a Selena Gonzales (quien fue una de las ex socias del Proyecto Cadmus). En el número 4, Hook y Black Spider fueron derrotados por Justicia Joven. Sin embargo, no se encontró a Selena Gonzales en ningún lugar, lo que hizo que el equipo especulara que otro agente estaba esperando que ella escapara. En el número 11, Ubu estaba con Ra's al Ghul cuando la Liga de las Sombras planeaba secuestrar un cohete en Cabo Cañaveral. En el número 12, se reveló que Matt Hagen fue miembro de la Liga de las Sombras, donde su intento de curar su cáncer en el Pozo de Lázaro lo llevó a transformarse en Clayface cuando Talia al Ghul lo encerró en el Pozo de Lázaro. Ra's al Ghul y Sensei lograrían engañar a Clayface para que se durmiera y lo enviaron en un contenedor a la Fundación Wayne.

- En el cómic basado en la serie de televisión Arrow, titulado Arrow: The Dark Archer, la Liga de Asesinos una vez se encontró con una organización similar llamada "The Hidden" en 1985. Se encontraron con Malcolm Merlyn (que se unirá a ellos 8 años después) y Darius cuando buscaban Ashkiri (de hecho, en toda la montaña) ubicada entre las montañas Hindu Kush, pero su vehículo volcó en tormenta de arena y dejó fuera a algunos miembros. Un asesino fue castigado por Ra's por perder contra The Hidden. El miembro de The Hidden, Darius, se revela como miembro de la Liga, actuando como un agente doble. Ra's y Darius fueron a entrar al templo de Ashkiri en busca del Pozo de Lázaro y los corazones de los dioses leopardo de las nieves, mientras que The Hidden quería proteger el templo de ellos. Al mismo tiempo, Lourdes (implicada para ser la madre de Nyssa, Amina Raatko) y Malcolm también ingresaron al templo cuyo objetivo era sellar un templo. En la Real academia de bellas artes, Darius encontró a Lourdes atacada por los dioses ashkiri después de que Malcolm la dejara atrás después de que su vehículo explotara. Ra's la salvaría, mientras Darius fue asesinado por ellos, debido a la necesidad de sacrificio. Lourdes se convirtió en la concubina de Ra durante diez años hasta que fue liberada por The Hidden, junto con su hijo Saracon.

- El Cómic basado en la serie de televisión de los años sesenta de Batman, titulado Batman 66', en un crossover con el personaje de la serie de televisión Wonder Woman, da cuenta al menos de la aparición de Ra's al Ghul como representativo de la Liga de las Sombras. En este cómic, Batman (La versión de Adam West) hace equipo con Wonder Woman (Lynda Carter) para detener al villano.